# Agostinho Antunes de Azevedo
Agostinho Antunes de Azevedo ComMA (Mosteiró, 9 de Junho de 1876 — Mosteiró, 14 de Julho de 1943) foi um sacerdote católico e historiador, que se dedicou à historiografia da região de Vila do Conde e do Vale do Ave.

## Biografia
Nasceu em Mosteiró, a 9 de Junho de 1876, na Casa da Botica, farmácia na família desde pelo menos 1737. Sobrinho de Joaquim Antunes de Azevedo, outro padre local e notável escritor, este filho de José Antunes de Azevedo, da Casa de Sangemil, antigo miliciano na Guerra Peninsular.
Em 1892, Agostinho entrou no Seminário do Porto, tendo concluído os estudos eclesiásticos em 1895 e celebrado a primeira missa em 1898. Foi colocado na Direcção Escolar do Porto em 1903, como sub-inspector do ensino primário, cargo em que foi empossado por concurso público.
Foi também lavrador autoditata, tendo contribuído para o desenvolvimento da agricultura na Maia, Vila do Conde e toda a região de Entre Douro e Minho. Por tal serviço, foi agraciado com a Comenda da Ordem de Mérito Agrícola.
Escritor, historiador e cronista, foi eleito sócio da Academia Portuguesa de História.
Faleceu em Mosteiró em 14 de Julho de 1943, estando sepultado no cemitério da freguesia.

## Obras
- A Terra da Maia (Subsídios para a sua monografia)